# Nickgräs
Nickgräs (Pleuropogon sabinei) är en gräsart som beskrevs av Robert Brown. Enligt Catalogue of Life ingår Nickgräs i släktet nickgrässläktet och familjen gräs, men enligt Dyntaxa är tillhörigheten istället släktet nickgrässläktet och familjen gräs. Arten har ej påträffats i Sverige. Inga underarter finns listade i Catalogue of Life.